# برنارد كينغ
برنارد كينغ (بالإنجليزية: Bernard King) مواليد 4 ديسمبر 1956 في بروكلين، هو لاعب كرة سلة أمريكي معتزل بدأ مسيرته الاحترافية في سنة 1977. تم اختياره من قبل فريق بروكلين نتس خلال الدرافت. اعتزل اللعب في 1993. دخل قاعة نايسميث التذكارية لمشاهير كرة السلة.

## المسيرة الاحترافية
لعب مع بروكلين نتس من سنة 1977 إلى 1979، ثم لعب مع يوتا جاز في موسم 1979–1980، ثم لعب مع غولدن ستايت ووريورز من سنة 1980 إلى 1982، ثم لعب مع نيويورك نيكس من سنة 1982 إلى 1987، ثم لعب مع واشنطن ويزاردز من سنة 1987 إلى 1991، ثم لعب مع بروكلين نتس في سنة 1993.

## روابط خارجية
- برنارد كينغ على موقع إن بي أي (الإنجليزية)
- برنارد كينغ على موقع سبورتس رفرنس (الإنجليزية)
- برنارد كينغ على موقع كلية كرة السلة في سبورتس رفرنس.كوم (الإنجليزية)
- برنارد كينغ على موقع ريلجم (الإنجليزية)
- برنارد كينغ على موقع بروبوليرز (الإنجليزية)